# Pet Mogili (Sjoemen)
Pet Mogili (Bulgaars: Пет могили) is een dorp in het oosten van Bulgarije. Het dorp ligt in de gemeente Nikola Kozlevo, oblast Sjoemen. Het dorp ligt hemelsbreed ongeveer 46 km ten noordoosten van Sjoemen en 340 km ten noordoosten van Sofia.

## Bevolking
Het dorp Pet Mogili had bij een schatting van 2020 een inwoneraantal van 1.053 personen. Dit waren 80 mensen (-7,1%) minder dan 1.133 personen bij de officiële census van februari 2011. De gemiddelde jaarlijkse groei in die periode komt daarmee uit op -0,74%, hetgeen lager is dan het landelijk jaarlijks gemiddelde over deze periode (-0,63%).
| Bevolkingsontwikkeling van Pet Mogili tussen 1934 en 2020 |
| --------------------------------------------------------- |
|                                                           |
| ■ Volkstellingen ■ Schatting                              |

Het dorp heeft een gemengde bevolkingssamenstelling. In 2011 identificeerden 532 van de 1130 ondervraagden zichzelf als etnische Turken, oftewel 62,5% van alle ondervraagden. De overige ondervraagden noemden zichzelf vooral etnische Roma (321 personen, oftewel 36,4%) of etnische Bulgaren (269 personen, 23,8%).
| Etnische samenstelling van de respondenten (2011) | Etnische samenstelling van de respondenten (2011) | Etnische samenstelling van de respondenten (2011) | Etnische samenstelling van de respondenten (2011) | Etnische samenstelling van de respondenten (2011) |
| ------------------------------------------------- | ------------------------------------------------- | ------------------------------------------------- | ------------------------------------------------- | ------------------------------------------------- |
|                                                   |                                                   |                                                   |                                                   |                                                   |
| Bulgaren                                          | Bulgaren                                          |                                                   | 23,8%                                             | 23,8%                                             |
| Turken                                            | Turken                                            |                                                   | 47,1%                                             | 47,1%                                             |
| Roma                                              | Roma                                              |                                                   | 28,4%                                             | 28,4%                                             |
| Anders/Onbekend                                   | Anders/Onbekend                                   |                                                   | 0,7%                                              | 0,7%                                              |

Van de 1.133 inwoners die in februari 2011 werden geregistreerd, waren er 216 jonger dan 15 jaar oud (19,1%), gevolgd door 733 personen tussen de 15-64 jaar oud (64,7%) en 183 personen van 65 jaar of ouder (16,2%).